# 金城妙子
金城 妙子（きんじょう たえこ、1916年〈大正5年〉2月23日 - 2016年〈平成28年〉5月15日）は、日本の元看護婦、保健婦。戦後沖縄の公衆衛生看護活動、公衆衛生看護婦の養成に尽力し、医師のいない離島、僻地を含む沖縄県全域に公衆衛生看護婦を配置して、生活に密着した医療活動を実現させた。沖縄の看護・保健師の草分けとされ、沖縄の「公衆衛生看護婦の母」「公看のパイオニア」とも呼ばれる。看護関係者に与えられる世界最高の栄誉とされるフローレンス・ナイチンゲール記章の受章者の1人でもある。

## 経歴
名護市安和の大農家で誕生した。国頭高等女学校を卒業後、母から当時の出産の苦痛を聞いたことで、産婆を志した。姉を頼って上京後、日本赤十字社の看護婦養成所の生徒募集を見て、「産婆も看護婦も同じ」と考えて、その募集に応募した。
1937年（昭和12年）に、満州奉天の日本赤十字社関東州委員本部甲種救護看護婦養成所へ入学した。1939年（昭和14年）、ノモンハン事件の勃発に伴い、看護婦として救護班に召集された。当時3年であった妙子たちは1・2年生を引率する立場にあり、大連の兵站病院で負傷した兵たちに対し、傷口にわいたウジをとり、包帯を取り換えるなど看護にあたった。

### 戦中・戦後の看護活動
1940年（昭和15年）、看護婦養成所を卒業と同時に従軍看護婦として召集され、柳樹屯陸軍病院に配置された。従軍看護婦といっても柳樹は安全地帯であり、厳寒の地において暖房の火を保ち続けることが、主な仕事であった。
翌1941年（昭和16年）に、平站陸軍病院に異動となった。ここは第一線の部隊のいる場所であり、婦長からは「死んで帰るかもしれないので、家族に髪と爪を送るように」といわれた。さらに戦況に伴って、海城陸軍病院に転属した。傷兵や栄養失調の兵が前線から次々に運び込まれ、戦場を上回る地獄のような環境の中で、日夜暖房を確保しつつ、兵たちの看護に追われた。
1942年（昭和17年）に特別休暇が得られ、満州から6年ぶりに帰郷した。休暇中も妙子はなお活動的であり、母校で有事に備えて担架の訓練の指導をした。また婦人会の講演で、戦線の傷病兵の様子や、看護婦の奮闘ぶりなどを話し、女性たちを涙させた。
1943年（昭和18年）に召集が解除されて帰郷、結婚した。翌1944年（昭和19年）8月に、長男を出産した。同1944年、夫が防衛隊に入って戦死した。従軍看護婦として戦争協力の身にいた妙子は、夫の死で初めで戦争を憎悪した。従軍看護婦時代は「お国のため」といって死ぬことを恐れなかったが、息子を死なせたくない一心で、戦火の中を生き抜いた。
1945年（昭和20年）5月、羽地村の収容所で保母として子供たちの世話、次いで屋部初等学校兼安和初等学校で学校看護婦として学童の健康管理、翌1946年（昭和21年）には医療要員不足により屋部診療所を兼務、翌1947年（昭和22年）には診療所専任と、終戦間際から終戦直後にかけ、住民たちの医療と看護に努めた。戦後の衛生環境は劣悪であったが、それにもかかわらず地域住民の医療と看護のため、学校と診療所の双方の看護婦として尽力した。

### 後進指導の道へ
終戦直後のアメリカ統治下にある沖縄では、公衆衛生に従事する看護婦を増やすことが急務となった。1950年（昭和25年）、「公衆衛生看護婦（現在の保健婦）駐在制の生みの親」とされるアメリカ政府看護顧問のワニタ・ワーターワースが、沖縄に着任した。そしてアメリカ軍の指示により、沖縄各地に保健所を開設するため、保健所要員の養成が開始された。妙子はその公衆衛生看護婦講習会養成事業を受講しつつ、自らも講師役を務めて、後進の育成に努めた。
1951年（昭和26年）、北部保健所が開設されると共に、その初代婦長に就任した。不治の病気として恐れられていた結核の撲滅ために、集団検診の普及や、家庭内感染の予防に挺身した。沖縄諸島が広大で、有人の離島が40以上に及ぶことから、全市町村に公衆衛生看護婦を駐在させるために、積極的な働きを続けた。
1955年（昭和30年）、沖縄公衆衛生看護学校の教務主任となった。離島や僻地に駐在しても即戦力となるよう、病院勤務経験者、離島や僻地の出身者を優先して、教育においても常に離島や僻地に目を向け続けた。
1956年（昭和31年）、琉球政府社会福祉局の公衆衛生係長に就任した。離島を含める全市町村の住民が安心して生活できることを心がけ、全地域に公衆衛生看護婦を配置、さらにその全地域を自ら訪問し、看護婦たちを支援した。医療施設の少ない僻地では、ハブ被害や急患発生時の処置指針を作成し、人命救助に役立たせた。看護婦たちが深夜の急患にも安心して対応が可能なように、警察などとも連携をとっていた。

### 老人福祉 - 晩年
1976年（昭和51年）に定年退職した後、周囲からの要望により、翌1977年（昭和52年）に、浦添市に新設された介護老人福祉施設「ありあけの里」の所長に就任し、1982年（昭和57年）まで同職を務めた。同所では「全職員が所長」をモットーとし、職員の能力を引き出すと共に、介護サービスを一新させた。また自分のことを「所長であっても保健婦」といい、各地の方言で入所者と話して健康状態を確かめ、入院時の調査訪問、排泄の世話まで自らこなし、「所長は単に座って印を押すだけ」と思っていた周囲の人々を驚かせた。身体障害者の社会復帰事業や、母子寡婦福祉事業の推進にも力を入れた。所長を退任して自らがホームに入所した後も、介護される側としての意見を、職員たちに伝えていた。
1999年（平成11年）5月、戦中から戦後にかけての沖縄での献身的な救護活動への従事、後輩の指導育成が評価され、フローレンス・ナイチンゲール記章を受章した。この受章者は、日本人で89人目、沖縄県内で3人目であり、同1999年の日本人の受章は1人、保健婦としては初の受章であった。妙子はその喜びを「看護は一生の道。当たり前のことをやったまで」「私1人でいただいた章ではなく、沖縄全体の看護婦や保健婦たちの今までの積み重ねの評価」と話した。
2016年（平成28年）5月、沖縄県浦添市の老人ホームで、老衰のために満100歳で死去した。長年にわたって共に沖縄の医療に携わり、家族同然に接していた沖縄県立看護大学名誉教授の仲里幸子は「積極的で行動力がある人だった」「これまでの活動に感謝をし、ご冥福をお祈りする」と、その死を偲んだ。

## 著作
- 『原点をみつめて 沖縄の公衆衛生看護事業』沖縄コロニー印刷、2001年10月。 NCID BA76756595。